# 部分可觀察馬可夫決策過程
部分可觀察馬可夫決策過程（Partially Observable Markov Decision Process，缩写：POMDP），是一種通用化的馬可夫決策過程。POMDP模擬代理人決策程序是假設系統動態由MDP決定，但是代理人無法直接觀察目前的狀態。相反的，它必須要根據模型的全域與部分區域觀察結果來推斷狀態的分佈。
因為POMDP架構的通用程度足以模擬不同的真實世界的連續過程，應用於機器人導航問題、機械維護和不定性規劃。架構最早由研究機構所建立，隨後人工智慧與自動規劃社群繼續發展。